# 草川啓造
草川 啓造（くさかわ けいぞう）は、日本のアニメ演出家、アニメ監督。ディオメディア所属。

## 経歴
2005年の『魔法少女リリカルなのはA's』で初監督。以降、しばらくセブン・アークスを中心に活動していた。2013年現在ディオメディア所属。

## 作品リスト

### テレビアニメ
1993年
- しましまとらのしまじろう（1993年 - 2008年、ロゴデザイン・絵コンテ・演出・CG）

2004年
- MEZZO -メゾ-（演出・CGクリエイト）
- エルフェンリート（演出）
- 月詠 -MOON PHASE-（演出・オープニングディレクター）
- BLEACH（2004年 - 2012年、#28演出）
- 下級生2 〜瞳の中の少女たち〜（OP/EDアニメーション演出）
- 魔法少女リリカルなのは（演出）

2005年
- 魔法少女リリカルなのはA's（監督）

2006年
- いぬかみっ!（監督）
- 女子高生 GIRL'S-HIGH（OPアニメーション絵コンテ・演出）

2007年
- ネギま!?（絵コンテ）
- 一騎当千 Dragon Destiny（OPアニメーション絵コンテ・演出・撮影）
- 魔法少女リリカルなのはStrikerS（監督）
- ef - a tale of memories.（絵コンテ）

2008年
- 狂乱家族日記（ED（優歌ver）絵コンテ・演出・コンポジット）
- セキレイ（監督）

2009年
- アスラクライン（監督）
- アスラクライン2（監督）

2010年
- 迷い猫オーバーラン!（監督 - 第11話）
- セキレイ〜Pure Engagement〜（監督）
- 百花繚乱 サムライガールズ（OPアニメーション絵コンテ・演出）

2011年
- DOG DAYS（監督）
- ロウきゅーぶ!（監督）

2012年
- カンピオーネ! 〜まつろわぬ神々と神殺しの魔王〜（監督）

2013年
- 問題児たちが異世界から来るそうですよ?（総監督）
- 幻影ヲ駆ケル太陽（監督）
- ロウきゅーぶ!SS（総監督）

2014年
- 悪魔のリドル（監督）

2015年
- 艦隊これくしょん -艦これ-（監督・絵コンテ）
- 銃皇無尽のファフニール（総監督）
- 空戦魔導士候補生の教官（絵コンテ）
- 終物語（演出）

2016年
- 妖怪ウォッチ（演出補佐）
- ガーリッシュナンバー（ED絵コンテ）

2017年
- 風夏（監督・コンテ）
- アホガール（総監督）
- アクションヒロイン チアフルーツ（監督・絵コンテ・OPアニメーション絵コンテ・演出）

2018年
- BEATLESS（絵コンテ・演出）
- ハッピーシュガーライフ（総監督・絵コンテ）

2019年
- ドメスティックな彼女（絵コンテ）
- あひるの空（2019年 - 2020年、総監督・絵コンテ・演出・OP2アニメーション演出・ED2&ED4アニメーション絵コンテ・演出）

2022年
- 異世界薬局（監督・絵コンテ・演出）

2023年
- 転生王女と天才令嬢の魔法革命（絵コンテ・演出）
- 聖女の魔力は万能です（絵コンテ・演出）
- 鴨乃橋ロンの禁断推理（絵コンテ・演出）

2025年
- ゴリラの神から加護された令嬢は王立騎士団で可愛がられる（絵コンテ・演出）

### 劇場アニメ
2007年
- いぬかみっ! THE MOVIE 特命霊的捜査官・仮名史郎っ!（監督）

2010年
- 魔法少女リリカルなのは The MOVIE 1st（監督）

2012年
- 魔法少女リリカルなのは The MOVIE 2nd A's（監督）

2016年
- 劇場版 艦これ（監督）

### OVA
1991年
- インフェリウス惑星戦史外伝 CONDITION GREEN（制作進行）

1993年
- 超時空世紀オーガス02（制作プロデューサー）

2002年
- ナコルル 〜あのひとからのおくりもの〜（演出）
- とらいあんぐるハート 〜Sweet Songs Forever〜 サウンドステージVA（演出）

2003年
- とらいあんぐるハート 〜Sweet Songs Forever〜（演出）

2004年
- コゼットの肖像（3D撮影）

2013年
- 侵略!!イカ娘2013SUMMER（絵コンテ・演出）

### その他
2016年
- 暦物語（絵コンテ、iOS、Android向けアプリで配信の短編アニメーション）